# Стара Гора (Свети Јуриј об Шчавници)
Стара Гора (словен. Stara Gora) је насељено место у општини Свети Јуриј об Шчавници, Помурска регија, Словенија.

## Историја
До територијалне реорганизације у Словенији била је у саставу старе општине Горња Радгона.

## Становништво
У попису становништва из 2011. године, Стара Гора је имала 72 становника.
| Број становника према пописима | Број становника према пописима | Број становника према пописима |
| ------------------------------ | ------------------------------ | ------------------------------ |
| 1991                           | 2002                           | 2011                           |
| 72                             | 71                             | 72                             |

## Галерија
- ватрогасни дом
- стара сеоска кућа